# Calamintha
Calamintha es un género de plantas que pertenecen a la familia Lamiaceae. Son nativos de las regiones templadas del norte de Europa y Asia. Comprende unas 30 especies que se encuentran en disputa para su aceptación.

## Taxonomía
El género fue descrito por Philip Miller  y publicado en The Gardeners Dictionary...Abridged...fourth edition vol. 1. 1754.
Etimología
Calamintha: nombre genérico que procede del griego kalos, que significa "hermoso" y minthe, que significa "menta", aludiendo a la belleza de esta planta.

## Algunas especies
- Calamintha acinos
- Calamintha ashei
- Calamintha coccinea
- Calamintha dentata
- Calamintha grandiflora
- Calamintha nepeta
- Calamintha officinalis
- Calamintha orontia
- Calamintha parviflora
- Calamintha purpurascens
- Calamintha radicans
- Calamintha rotundifolia
- Calamintha suavis
- Calamintha sylvatica
- Calamintha umbrosa
- Calamintha urticifolia
- Calamintha varderiensis
- Calamintha villosa
- Calamintha vulgaris